# Línguas crioulas afro-portuguesas
Os crioulos afro-portugueses são as línguas crioulas faladas no continente africano, que tiveram uma substancial influência da língua portuguesa na gramática ou léxico. Os crioulos de base portuguesa da África são classificados em dois grupos: Os crioulos da Alta Guiné, que se divide em duas línguas crioulas, o crioulo cabo-verdiano (que é a língua nacional de Cabo Verde) e o crioulo da Guiné-Bissau (que é a língua nacional da Guiné-Bissau e Casamansa, no Senegal, e também falada na Gâmbia); e os crioulos do Golfo da Guiné, que é constituído por quatro crioulos distintos, o são-tomense (falado na ilha de São Tomé), o angolar (também falado em São Tomé), o principense (falado na ilha do Príncipe e o Fá d'Ambô (falado na ilha de Ano-Bom, na Guiné Equatorial). Elas se originaram nas antigas colônias africanas de Portugal.

## História
A partir do final do século XV com a expansão ultramarina de Portugal, a língua portuguesa foi disseminada no continente africano. Durante os séculos XVI, XVII e XVIII o português foi transformado na língua franca das costas da África.
No decorrer dos séculos XV e XVI ao longo da costa do Senegal, Gâmbia e da Guiné a chegada de muitos comerciantes oriundos de Portugal e de mestiços contribuíram para a difusão do português nessas regiões. Atualmente o portuguesa é a língua oficial de Cabo Verde e da Guiné-Bissau.
No Golfo da Guiné o português também floresceu principalmente nas ilhas de São Tomé, Príncipe e Ano-Bom, nessa região o português é atualmente a língua oficial de São Tomé e Príncipe e da Guiné Equatorial. Também no Golfo da Guiné ao longo da costa de Gana (antiga Costa do Ouro) surgiu uma espécie de português que foi falado por comerciantes nativos nos seus negócios com os europeus (holandeses, ingleses, franceses, dinamarqueses, suecos e, etc.) durante os séculos XVI, XVII e XVIII até mesmo após vários anos da retirada dos portugueses da Costa do Ouro. Nessa área, Portugal também possuiu até o ano de 1961 um forte denominado de São João Baptista de Ajudá, localizado em Daomé, atual Benim. Onde a língua portuguesa foi usada durante os últimos séculos por uma comunidade de descendentes mestiços de portugueses. O português também foi usado no Reino de Daomé como idioma para as relações externas com os outros europeus.
No Reino do Congo, durante o século XVI muitas pessoas da classe dominante falavam a língua portuguesa fluentemente. Esta língua também foi usada para a difusão do cristianismo na África. O testemunho de um viajante europeu em 1610 prova que em Soio todas as crianças aprenderam a língua portuguesa. No Reino do Congo também há provas da existência de escolas portuguesas administradas por missionários no decorrer dos séculos XVII e XVIII. Durante os séculos XVI, XVII e XVIII a influência e o uso do português como língua de comércio disseminou-se ao longo da costa do Congo e de Angola, de Loango a Benguela.
Após vários séculos de colonização portuguesa, a África Austral foi a região do continente onde a língua portuguesa mais floresceu, ela é atualmente oficial em Angola e Moçambique. E também tem uma forte presença na África do Sul, onde é falada por pessoas de ascendência portuguesa e pelos imigrantes angolanos, moçambicanos e brasileiros.
Durante os séculos XVII e XVIII, o português também foi usado como língua franca na costa oriental da África. Isto ocorreu devido a dominação portuguesa nesta região até o final do século XVIII. Em Zanzibar, na Tanzânia, que esteve sob o controle dos portugueses até 1698 quando foram expulsos pelo Sultão de Omã, o português ainda hoje é falado em uma comunidade de Zanzibar. E em Mombaça, no Quênia, que também permaneceu sob a tutela de Portugal até 1698 e uma breve tentativa de recuperação entre 1728 e 1729. Existe evidência fornecida por um tenente inglês que em 1831 um português confuso foi falado por um homem em Mombaça. O contato entre portugueses e africanos também influenciou a língua local, o suaíli, que atualmente é falado ao longo de toda a costa oriental da África. Existem mais de 120 palavras originárias da língua portuguesa incorporadas no suaíli.
Porém, o impacto linguístico português não se limitou a isso. Em condições históricas muito específicas (quase sempre associadas ao flagelo da escravidão ou ao modelo de produção tipo plantation ou às fortalezas) formaram línguas que vieram a ser conhecidas como crioulos de base portuguesa. Esses crioulos possuem o léxico majoritariamente português, embora haja influências africanas na fonologia e na morfossintaxe.
Isto ocorreu a partir do contato entre falantes de português e de línguas diferentes que, por razões de ordem social, tiveram necessidade urgente de comunicar entre si, geralmente, uma forma de linguagem veicular, utilizada em situações restritas de comunicação, a que se recebe o nome de pidgin. O pidgin corresponde as primeiras fases da aquisição espontânea da língua do grupo socialmente dominante pelos falantes das outras línguas, neste caso o português. Inicialmente, o grupo dominante procura adequar e simplificar a sua língua para se fazer entender, acaba por ter de aprender o pidgin, uma vez este formado.
O pidgin é uma linguagem subsidiária, de recurso, com um léxico e morfologia reduzidos, não podendo, portanto, funcionar como língua materna. A língua dominante, também chamada língua-base, contribui essencialmente com o léxico para a sua formação. Diz-se, assim, de um pidgin cujo léxico deriva da língua portuguesa, que é um pidgin de base portuguesa.
Foi a necessidade urgente de entendimento mútuo entre europeus e africanos, que formou as primeiras condições de emergência de pidgins de base portuguesa, nos séculos XV e XVI. Estes, em alguns casos, por um processo de complexificação estrutural e expansão lexical, deram origem aos crioulos africanos de base portuguesa. Atualmente existem duas famílias de línguas crioulas de base portuguesa faladas na Alta Guiné e no Golfo da Guiné.
O português também influenciou várias línguas do continente africano. Muitas palavras da língua portuguesa foram encorporadas permanentemente em várias línguas africanas como o suaíli e o africâner.

## Crioulos da Alta Guiné
Os crioulos portugueses da Alta Guiné atualmente englobam duas línguas crioulas, o crioulo cabo-verdiano (variedades de Barlavento e de Sotavento), o crioulo da Guiné-Bissau e de Casamansa. Eles são as línguas crioulas de base portuguesa mais antigas e que mantêm grande vitalidade, apesar de não serem línguas oficiais, porém, são língua nacionais. Há que destacar, que os crioulos falados em Cabo Verde e na Guiné-Bissau e Casamansa são duas línguas distintas e não duas variedades da mesma língua.
O kriolu ou kauberdianu como é conhecido localmente é a língua materna de todos os cabo-verdianos que nascem no arquipélago e também da maioria dos cabo-verdianos que emigraram para outros países. Este crioulo originou-se inicialmente em Santiago e no Fogo, as primeiras ilhas povoadas e colonizadas com europeus e escravos vindos da costa ocidental da África.
O Kriol em seu nome regional é a língua franca da Guiné-Bissau, ele surgiu na região dos rios da Guiné, do rio Senegal à Serra Leoa, no início do século XVI, em particular nas "praças" que serviam como entrepostos comerciais aos portugueses, tais como Cacheu, Ziguinchor, Geba e Farim. Esta foi a primeira língua crioula que surgiu através do contato entre povos europeus e africanos.
Em Ziguinchor, localizada na atual região senegalesa de Casamansa, que após o estabelecimento de fronteiras com o governo francês em 1886, deixou de ser domínio português, fala-se uma variedade do crioulo de Cacheu, com influência do crioulo de Bissau (ambos variedades do crioulo da Guiné-Bissau), mas com características gramaticais e lexicais próprias.

## Crioulos do Golfo da Guiné
Atualmente os crioulos portugueses do Golfo da Guiné englobam quatro línguas crioulas distintas, o são-tomense, o angolar, o principense e o Fá d'Ambô. Acredita-se que todos os crioulos do Golfo da Guiné foram provavelmente originados a partir do forro de São Tomé.
O forro como é conhecido localmente é a língua materna da maioria dos habitantes de São Tomé e Príncipe, principalmente da população da ilha de São Tomé. Este crioulo deve ter se estabilizado no final do século XVII, quando diminuiu o fluxo de escravos, tendo atingido uma forma muito próxima da atual. Durante o primeiro século os escravos eram levados principalmente do Benim onde se falavam as línguas cuás. Posteriormente recebeu influências do quicongo falado pelos escravos vindos do rio Congo.
O angolar, embora menos expressivo, é uma outra língua crioulo, que também subsiste, na ilha de São Tomé. A comunidade angolar foi formada por escravos fujões do século XVI. O crioulo falado pelas primeiras gerações de angolares sofreu provavelmente uma relexificação à medida que a comunidade recebia novos escravos fujões falantes de línguas de origem banta, como o quimbundo, o edo e o quicongo.
O principense é o crioulo falado na ilha do Príncipe. Ele apresenta grandes afinidades com o forro, não só pela origem são-tomense dos primeiros escravos cuja língua serviu de modelo aos escravos posteriormente importados, mas também pela coincidência do substrato linguístico oriundo do banto e cuá.
O Fá d’Ambô é a língua crioula falada na ilha de Ano-Bom. Ela se formou a partir da língua dos primeiros escravos vindos de São Tomé, e este crioulo desenvolveu-se isoladamente, com poucas influências do mundo exterior, já que os poucos brancos permaneciam na ilha por curtos períodos de tempo. Ele é um crioulo português particular, possui uma rara combinação de dialetos angolanos banto e português antigo, e é parecido com o crioulo de São Tomé. A ilha foi cedida aos espanhóis nos finais do século XVIII e faz parte desde 1968 da República da Guiné Equatorial. Devido a esse fato, no decorrer dos últimos cem anos o crioulo importou algumas palavras da língua espanhola.